# The Dreamteam
The Dreamteam was een samenwerkingsverband van vier dj's uit het begintijdperk van de gabberhouse.
The Prophet (Dov Elkabas) startte The Dreamteam in 1991, samen met DJ Dano, DJ Buzz Fuzz en Gizmo, ieder met een eigen draaistijl. In dezelfde periode werd ook ID&T opgericht en The Dreamteam trad gezamenlijk aan op feesten als Thunderdome, Earthquake en Mysteryland. Naast de optredens werden ook platen opgenomen in de studio.